# Lena Düpont
Lena Düpont, née 30 avril 1986 à Dortmund, est une femme politique allemande. Membre de l'Union chrétienne-démocrate d'Allemagne (CDU), elle est élue députée européenne en 2019.

## Biographie
Lena Düpont étudie les sciences politiques et le journalisme à l'université d'Erlangen.
Elle travaille en qualité d'assistante parlementaire pour Renate Sommer au Parlement européen puis au Bundestag pour différents élus. Elle est élue députée européenne en mai 2019 et réélue en 2024.